# 安内莉·奥尔松
安内莉·奥尔松（瑞典語：Anneli Olsson，1967年2月7日—），瑞典女子足球运动员，场上位置是中场。她曾代表瑞典国家队参加1995年国际足联女子世界杯，结果队伍获得第五名。